# Vacas (município)

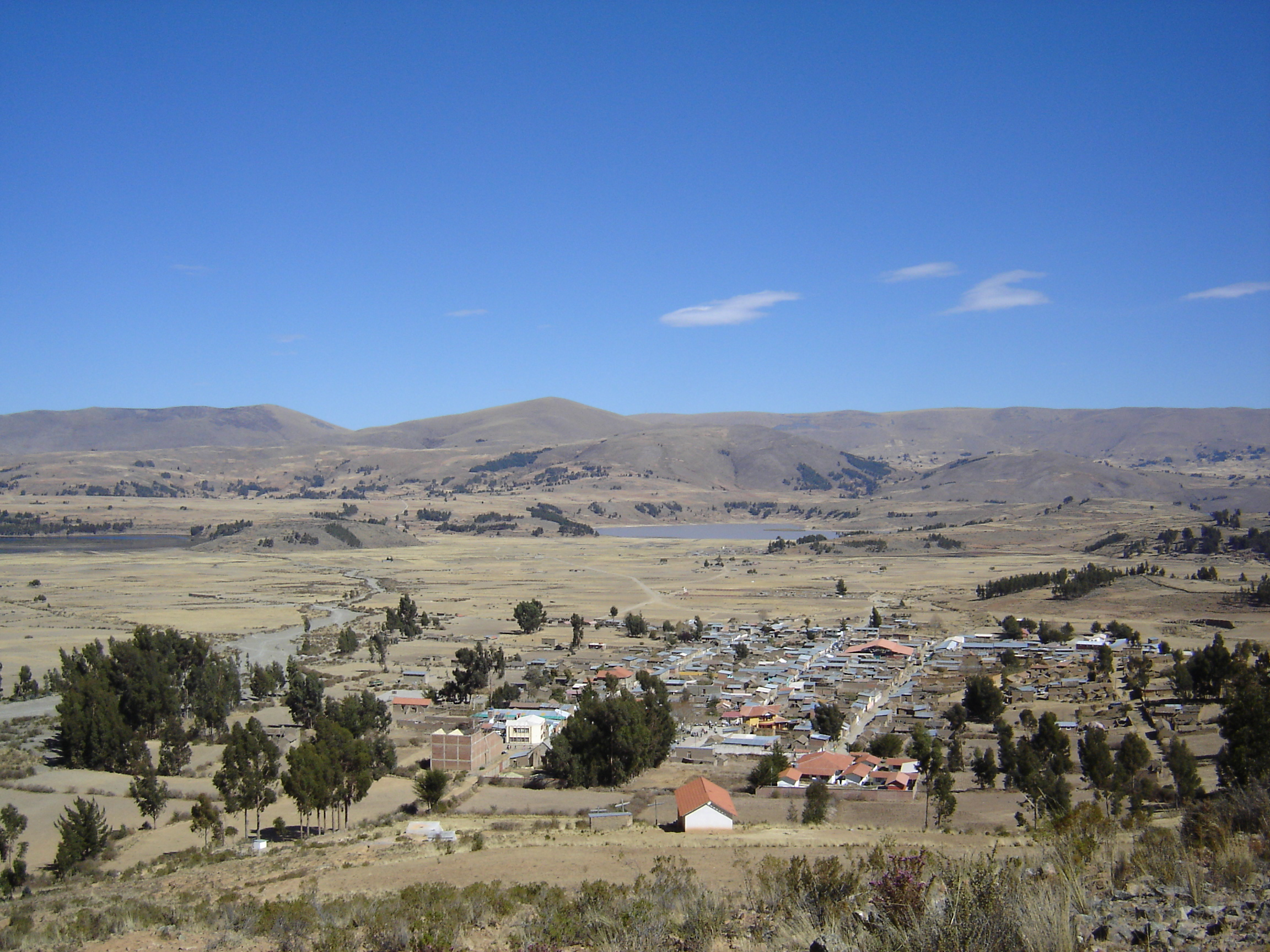
A aldeia de Vacas

Vacas (em quíchua Wak'as de Wak'a) é um município da Bolívia localizado na província de Arani, departamento de Cochabamba. Está situada a 3.400 - 4.420 metros de altitude. No censo realizado em 2001, o município possuía 12.511 habitantes, a população estimada para 2005 era de 13.943 habitantes  . A maioria são indígenas de etnia quechua.  
A capital do município é a aldeia de Vacas.